# Crassula rhodesica
Crassula rhodesica (лат.) — вид растений рода Толстянка (Crassula) семейства Толстянковые (Crassulaceae).

## Название
Родовое латинское название Crassula происходит от латинского слова crassus, — «толстый», в основном из-за присутствия у растений этого рода сочных листьев.
Видовой латинский эпитет rhodesica (rhodesicus) указывает на место обитания растения — Южная Родезия (сегодняшнее Зимбабве).

## Ботаническое описание
Растение однолетнее, голое и прямостоячее. Стебли ветвящиеся, преимущественно в нижней части, высотой до 22,5 см, примерно 1,5 мм в диаметре, в сухом состоянии отчетливо четырехкрылые. Листья сидячие, линейные или линейно-ланцетные, 5–8,5 мм в длину и около 2 мм в ширину.
Цветки (4–)5-членные, расположены в пазухах, по 2 в каждой пазухе; цветоножки до 2 мм в длину. Тычинки примерно 0,5–0,7 мм в длину; пыльники желтоватые, до примерно 0,15 мм в длину. Листовки косо-обратно-яйцевидные, бледно-зеленые и почти полупрозрачные. Они имеют размер около 0,75 мм. Каждая листовка содержит два семени, которые продолговатые и достигают примерно 0,5 мм в длину, с неглубоко продольно ребристой поверхностью.

## Распространение и экология
Ареал включает следующие территории: Ангола, Кения, Намибия, Танзания, Замбия, Зимбабве.

## Таксономия
Crassula rhodesica (Merxm.) Wickens & M.Bywater, первое упоминание в Kew Bull. 34: 632 (1980).

### Синонимы
Гомотипные (основанные на одном и том же номенклатурном типе):
- Combesia campestris var. rhodesica (Merxm.) P.V.Heath (1993)
- Crassula campestris subsp. rhodesica (Merxm.) R.Fern. (1978)
- Crassula pharnaceoides subsp. rhodesica Merxm. (1951)